# Sandrine Mauron
Sandrine Mauron (Yverdon-les-Bains, 19 december 1996) is een voetbalspeelster uit Zwitserland. Ze speelt als middenvelder voor Tampa Bay Sun FC in de NSWL.

## Clubcarrière
Mauron begon haar profcarrière bij FC Yverdon Féminin, actief in de Super League, het hoogste vrouwenvoetbalniveau van Zwitserland. In 2014 maakte ze de overstap naar competitiegenoot FC Zürich. Met deze club werd Maurin tweemaal landskampioen en won ze twee keer de Zwitserse beker. Ook speelde ze vier seizoenen met FC Zürich in de Champions League. Na haar periode bij FC Zürich kwam Mauron uit voor het Duitse Eintracht Frankfurt. Nadat bij deze club haar contract afliep in 2022, keerde Mauron terug naar haar geboorteland waar ze zich voegde bij Servette FC.
In juli 2025 maakte Mauron de overstap naar het Amerikaanse Tampa Bay Sun FC, actief in de NSWL.

## Statistieken
| Seizoen | Club                | Land             | Competitie   | Wedstrijden | Doelpunten |
| ------- | ------------------- | ---------------- | ------------ | ----------- | ---------- |
| 2019/20 | Eintracht Frankfurt | Duitsland        | Bundesliga   | 22          | 1          |
| 2020/21 | Eintracht Frankfurt | Duitsland        | Bundesliga   | 16          | 0          |
| 2021/22 | Eintracht Frankfurt | Duitsland        | Bundesliga   | 21          | 0          |
| 2022/23 | Eintracht Frankfurt | Duitsland        | Bundesliga   | 0           | 0          |
| 2022/23 | Servette FC         | Zwitserland      | Super League | 21          | 2          |
| 2023/24 | Servette FC         | Zwitserland      | Super League | 22          | 5          |
| 2024/25 | Servette FC         | Zwitserland      | Super League | 20          | 3          |
| 2025/26 | Tampa Bay Sun FC    | Verenigde Staten | NSWL         | 0           | 0          |
| Totaal  | Totaal              | Totaal           | Totaal       | 122         | 11         |

Laatste update: 15 juli 2025

## Interlandcarrière
Mauron maakte haar debuut voor het Zwitserse nationale team in 2015. Een jaar later maakte ze haar debuut. Op 23 oktober 2016 maakte ze in een vriendschappelijke wedstrijd tegen de Verenigde Staten haar eerste interlanddoelpunt. Op 3 juli 2017 nam bondscoach Martina Voss-Tecklenburg Mauron op haar in selectie voor het EK 2017 in Nederland. Zwitserland wist op dit eindtoernooi niet voorbij de groepsfase te geraken en Mauron maakte geen minuten. In 2019 liep Zwitserland deelname aan het WK 2019 in Frankrijk mis door te verliezen tegen Nederland. Drie jaar later waren op het EK 2022 Mauron en haar land opnieuw van de partij, waarin opnieuw de groepsfase het eindstation was na een 1-4 nederlaag tegen Nederland.
In 2023 mocht Mauron met Zwitserland aantreden op het WK 2023. Zwitserland wist de achtste finales te halen waarin Spanje met 1-5 te sterk was. Mauron kwam alle wedstrijden van Zwitserland in actie op dit eindtoernooi.